# Andrij Antonyščak
Andrij Fedorovyč Antonyščak (in ucraino Андрій Федорович Антонищак?; Novyj Rozdil, 23 giugno 1969 – Leopoli, 27 marzo 2024) è stato un politico e militare ucraino, deputato della Verchovna Rada per Solidarietà Europea dal 2014 al 2019.
Prima di morire, Antonyščak venne ferito al fronte durante l'invasione russa dell'Ucraina.